# Opatov (kraj pardubicki)
Opatov – gmina w Czechach, w powiecie Svitavy, w kraju pardubickim. Według danych z dnia 1 stycznia 2013 liczyła 1 144 mieszkańców.